# Axel Tuma
Axel Tuma (* 1963 in Osnabrück) ist ein deutscher Wirtschaftswissenschaftler. Er hat eine Professur für Betriebswirtschaftslehre inne mit der Spezialisierung auf das Gebiet Production and Supply Chain Management. 

## Wissenschaftliche Laufbahn
Nach seinem Studium des Wirtschaftsingenieurwesens an der Universität Karlsruhe war Tuma dort am Institut für Industriebetriebslehre und Industrielle Produktion als Doktorand tätig. Er fertigte eine Dissertation zum Thema Entwicklung emissionsorientierter Methoden zur Abstimmung von Stoff- und Energieströmen auf der Basis von fuzzyfizierten Expertensystemen, Neuronalen Netzen und Neuro-Fuzzy-Ansätzen an, mit der er 1994 zum Dr. rer. pol promoviert wurde.
Für seine Habilitation wechselte Tuma an die Universität Bremen an den Lehrstuhl für Allgemeine Betriebswirtschaftslehre, Produktionswirtschaft und Industriebetriebslehre. Die von ihm eingereichte Arbeit trägt den Titel Betriebswirtschaftliche Aspekte der Produktionssteuerung; das Verfahren wurde im Jahr 2000 abgeschlossen. 
Tuma folgte einem Ruf an die Universität Augsburg auf die Georg-Haindl-Stiftungsprofessur für Betriebswirtschaftslehre, insbesondere Umweltmanagement. Diese Professur wurde im Jahr 2009 in Lehrstuhl für Betriebswirtschaftslehre mit dem Schwerpunkt Production & Supply Chain Management umbenannt.
Im Jahr 2011 wurde er zum Vizepräsidenten der Universität ernannt; zunächst für das Ressort Hochschulplanung, dann für das Ressort Internationalisierung und Standortentwicklung. Im April 2013 wurde er für eine zweite Amtszeit wiedergewählt.

## Mitgliedschaften (Auswahl)
- Mitglied in den wissenschaftlichen Kommissionen Logistik, Produktionswirtschaft und Umweltwirtschaft des Verbandes der Hochschullehrerinnen und Hochschullehrer für Betriebswirtschaft e. V.
- Sprecher der Fachgruppe Betriebliche Umweltinformationssysteme der Gesellschaft für Informatik
- Mitglied der Plattform Ressourceneffizienz für den Bereich Produkte und Prozesse[3]

## Publikationen (Auswahl)
- Entwicklung emissionsorientierter Methoden zur Abstimmung von Stoff- und Energieströmen auf der Basis von fuzzyfizierten Expertensystemen, neuronalen Netzen und Neuro-Fuzzy-Ansätzen: dargestellt am Anwendungsbeispiel der Produktionssteuerung in einer Färberei der Textilindustrie, Frankfurt am Main 1994 (zugl. Diss. Technische Hochschule Karlsruhe).
- Axel Tuma, Stephan Franke and Hans-Dietrich Haasis (Hg.): Innovation in der Produktionssteuerung (Umwelt-Informatik aktuell Bd. 20, Marburg 1999).
- Axel Tuma und Jürgen Friedl: Environmental coordination of supply chain networks based on a multi-agent system, in: Operations Research Proceedings 2002: Selected Papers of the International Conference on Operations Research (SOR 2002), Klagenfurt, 2.–5. September, 2002, hg. von Ulrike Leopold-Wildburger, Franz Rendl und Gerhard Wäscher (Operations Research Proceedings (ORP) 2002) S. 290–295, Berlin u. a. 2003.
- Axel Tuma und Baptiste Lebreton: Zur Bewertung und Umsetzung von Kreislaufwirtschaftsstrategien, in: Reverse Logistics, hg. von Günter Fandel und Joachim Reese (Zeitschrift für Betriebswirtschaft 2005, Sonderheft 3), S. 59–76 (wiederveröffentlicht bei Gabler, Wiesbaden 2005).
- Irina Dovbischuk, Guido Siestrup, Axel Tuma (Hg.): Nachhaltige Impulse für Produktion und Logistikmanagement: Festschrift zum 60. Geburtstag von Prof. Dr. Hans-Dietrich Haasis, Wiesbaden 2018.